# Tatiánovka (Krasnodar)
Tatiánovka (del ruso: Татьяновка) es un seló del distrito de Lázarevskoye de la unidad municipal de la ciudad de Sochi del krai de Krasnodar, en el sur de Rusia. Está situado a orillas del río Psezuapsé, 48 km al noroeste de Sochi y 127 km al sureste de Krasnodar, la capital del krai. Tenía 23 habitantes en 2010.
Pertenece al ókrug rural Kírovski.

## Transporte
A unos 8 km siguiendo el cauce del río hasta su desembocadura en la costa del mar Negro, se halla la estación de ferrocarril de Lázarevskoye en la línea Tuapsé-Sujumi de la red del ferrocarril del Cáucaso Norte y la carretera federal M27 Dzhubga-frontera abjasa.